# Dunapataj
Dunapataj là một làng thuộc hạt Bács-Kiskun, Hungary. Làng này có diện tích 90,47 km², dân số năm 2010 là 3296 người, mật độ 36 người/km².